# 플로리스 얀 보벨란더르
플로리스 얀 보벨란더르(네덜란드어: Floris Jan Bovelander, 1966년 1월 19일~)는 네덜란드의 은퇴한 필드하키 선수로 현역 시절 포지션은 포워드이다. 올림픽에 3번 참가하여 금메달 1개, 동메달 1개를 획득했다.